# Alfa Romeo 4C
El Alfa Romeo 4C es un automóvil deportivo de 2 puertas de pequeñas dimensiones, creado por la empresa italiana Alfa Romeo para rivalizar contra modelos similares como el Lotus Evora o el Porsche Cayman.

## Presentación

Logotipo del modelo 2015.

Durante la presentación del prototipo en 2011, este fue una de las estrellas del Salón del Automóvil de Ginebra, con una aceleración de 0 a 100 km/h (0 a 62 mph) en menos de 5 segundos y una velocidad máxima de más de 155 mph (249 km/h), con el que se esperaba un peso por debajo de los 850 kg (1874 lb) y por lo menos una potencia superior a los 232 CV (229 HP; 171 kW).
Sería el automóvil con el que Alfa Romeo volvería al mercado estadounidense, tras la toma de control en 2009 de Chrysler Group LLC por parte de Fiat S.p.A.
Se esperaba que el modelo derivado para su producción, se comenzara a comercializar en 2012 con un precio aproximado de 45 000 €. En el momento de su presentación, las previsiones eran de ofrecer una serie inicial de 1500 unidades y una versión roadster. Dichas previsiones se vieron modificadas en 2012 al anunciarse que la fecha de comercialización inicial sería desde 2013 y la producción de solamente 3500 unidades anuales mundiales.

## Descripción

### Chasis y suspensión

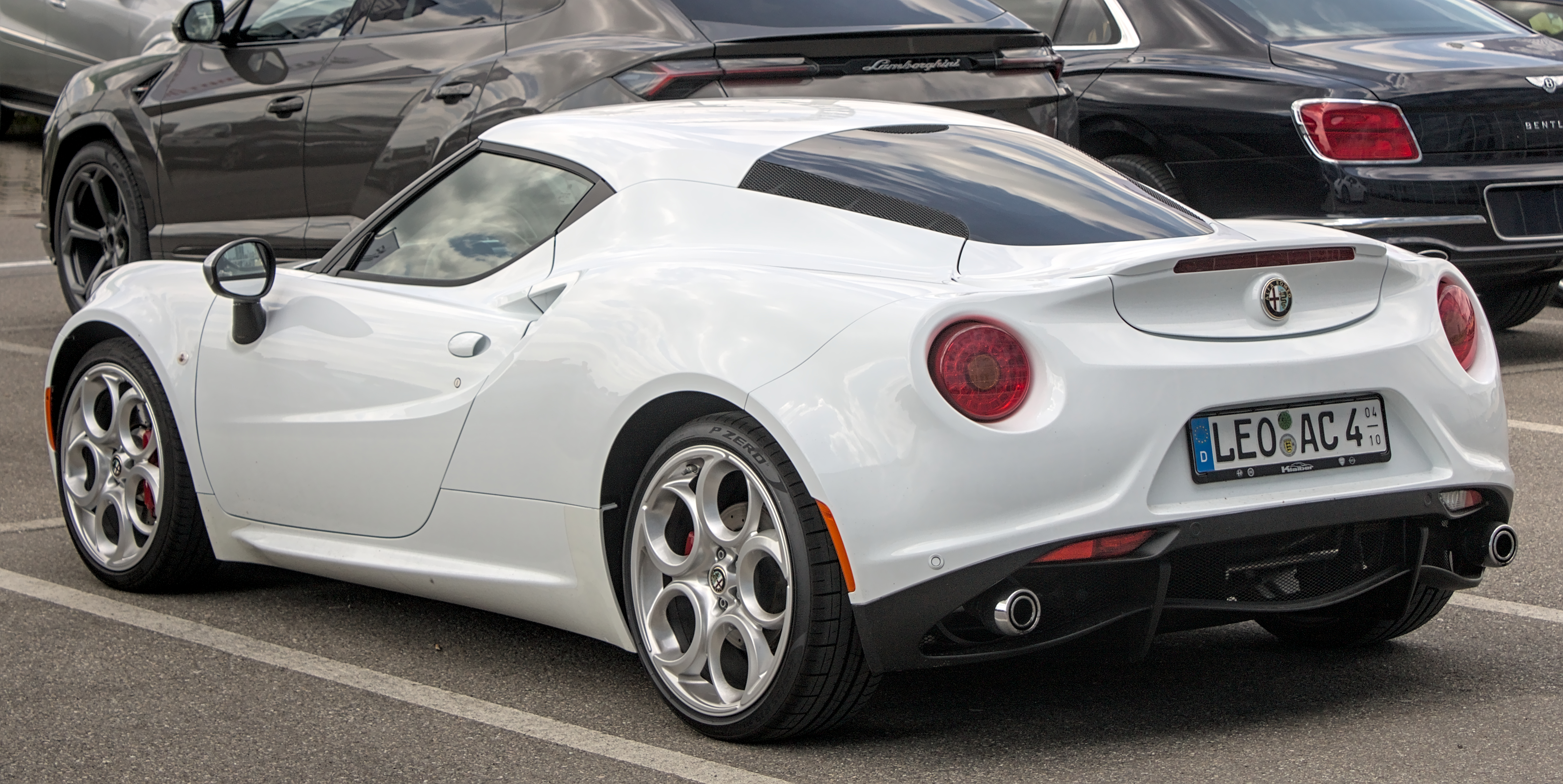
Vista trasera del cupé

El coche monta un chasis monocasco diseñado por Dallara, fabricante reconocido de Fórmulas, como los F3 entre otros y realizado con fibra de carbono por Alder en la fábrica Maserati Módena, marca afiliada del grupo Fiat S.p.A. y bastidores de aluminio fabricado por E.M.A.R.C. Adopta soluciones similares a las de Lotus y KTM, siendo todavía un desarrollo totalmente independiente. El peso final es de aproximadamente 895 kg (1973 lb), siendo inferior al de, por ejemplo, un Fiat Panda 1.2. El motor está en una posición central-trasera y se localiza detrás de los ocupantes y delante del eje trasero. Debido a esto, la distribución de peso entre ambos ejes es de 40% delante y 60% detrás. Es de tracción trasera con todas las asistencias, tales como: controles de tracción y estabilidad desconectables en su modo Race. Tiene dos plazas.
La suspensión delantera es de paralelogramo deformable inclinada como la que montan los Fórmulas y la trasera de tipo McPherson.

### Motor y transmisión

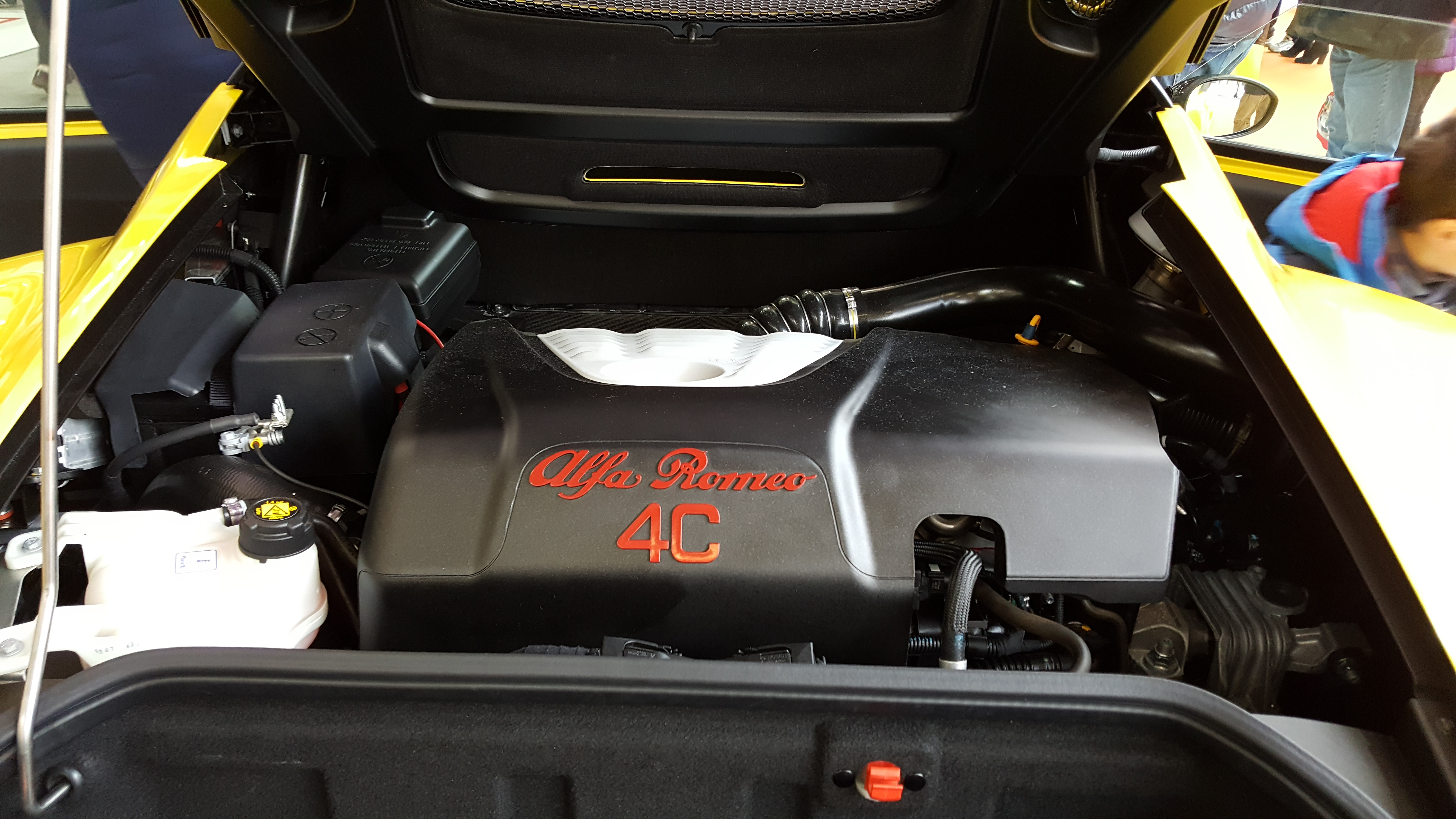
Motor del 4C Spider.

En el momento de la presentación del prototipo, se indicó que estaría equipado con un motor de cuatro cilindros en línea de 1742 cm³ (1,7 L; 106,3 plg³), que desarrolla una potencia máxima de 240 CV (237 HP; 177 kW) a las 6000 rpm y un par máximo de 350 N·m (258 lb·pie) a las 2100-4000 rpm, similar al motor TBi que monta el Giulietta Quadrifoglio Verde en el que desarrolla 235 CV (232 HP; 173 kW) de potencia. A finales de 2011, Alfa Romeo anunció que se encontraba desarrollando una nueva versión de hasta 300 CV (296 HP; 221 kW) del motor 1,75 TBi. Se especuló que con dicha versión podría equiparse en el Alfa Romeo 4C. Finalmente, la marca optó por montar el mismo motor 1750TBi que monta el Giulietta QV variando el bloque, que se construyó completamente en aluminio para bajar el peso del conjunto del vehículo, con pistones y bielas forjadas y dotado de un turbocompresor BorgWarner twin-scroll de geometría fija con overboost.
Monta una caja de cambios de doble embrague en seco Alfa TCT, similar a las del MiTo y Giulietta. El sistema dispone de modo automático que varia la gestión del cambio, según el tipo de conducción que se haya seleccionado desde el panel de control DNA de Alfa Romeo (All Weather, Normal, Dynamic o Race) o en manual con las levas detrás del volante. En modo Alfa Race, solamente está disponible el cambio mediante levas.
En el prototipo, el sistema de personalización Alfa DNA puede hacer variar la respuesta del motor, la dirección y la suspensión. Finalmente, el sistema no afectaría a la dirección, ya que se optó por una mecánica muy directa y precisa similar a las direcciones que se usan en coches de competición, dejando a un lado el lujo de la suavidad de un coche de calle, pero ofreciendo al conductor un perfecto "feeling" de la carretera.

### Prestaciones
Según los datos oficiales indican que puede alcanzar 258 km/h (160 mph) y acelerar desde los 0 hasta los 100 km/h (62 mph) en solamente 4,5 segundos, cifras de un superdeportivo italiano.
Una prueba realizada en el Circuito de Nürburgring, al ser conducido por el periodista y experto en el Nordschleife Horst von Saurma, obtiene como dato la marca de 8 minutos y 4 segundos, teniendo el récord hasta entonces del vehículo más rápido de menos de 250 CV (247 HP; 184 kW), donde también obtuvo picos de desaceleración de 1.2 g y picos de aceleración lateral de 1.1 g.
| Materiales del motor                | Bloque y cabezas de aleaciones de aluminio           |
| Distribución                        | DOHC 4 válvulas por cilindro (16 en total), con CVVT |
| Diámetro x carrera                  | 83 x 80,5 mm (3,3 x 3,2 pulgadas)                    |
| Aspiración                          | Turbo con intercooler                                |
| Relación de compresión              | 9.5:1                                                |
| Línea roja                          | 6500 rpm                                             |
| Relación peso a potencia            | 3,72 kg (8,2 libras)/CV                              |
| Emisiones de CO2                    | 157 g (5,5 onzas)                                    |
| Capacidad del tanque de combustible | 40 litros (10,6 galAm)                               |

| 1ª    | 2ª    | 3ª    | 4ª    | 5ª    | 6ª    | Reversa | Final |
| ----- | ----- | ----- | ----- | ----- | ----- | ------- | ----- |
| 4.154 | 2.269 | 1.435 | 0.978 | 0.754 | 0.622 | 4       | 4.118 |

## Variantes

### 4C Spider

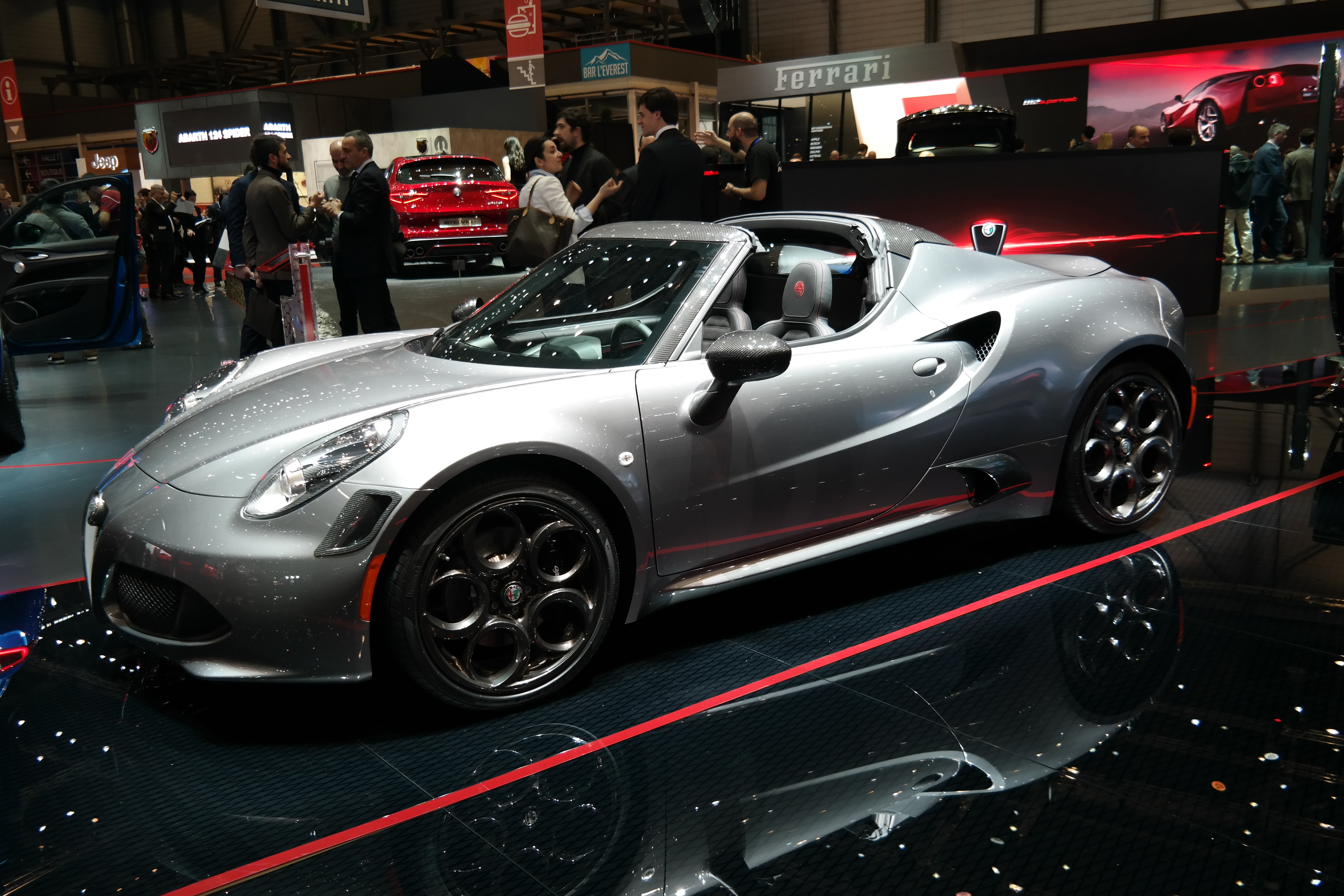
En el Salón del Automóvil de Ginebra, el 7 de marzo de 2017.

El Alfa Romeo 4C Spider es un coche pequeño. Mide apenas 3,99 m (157,1 pulgadas) de largo, que es más corto que un Alfa Romeo Mi.To, además de su escasa altura de apenas 1,19 m (46,9 pulgadas). Parece mucho más ancho que los 1,86 m (73,2 pulgadas) que reza su ficha técnica, posiblemente a causa de sus otras cotas, extremas en un segmento acostumbrado a coches grandes.
Su diseño ha sido trabajado con mimo y se pueden ver trazas del 8C Competizione, en frontal y zaga. Su biscione es muy prominente y el conjunto destaca por la total ausencia de líneas rectas. Es un coche vivo, orgánico, con cortísimos voladizos y detalles en fibra de carbono. Si se pinta en el color metalizado multicapa Rosso 8C Competizione, el costo extra sería de 3275 €. Es un Ferrari a escala reducida, por imagen, por pasión, por configuración mecánica.
Si el conductor mide más de 1,8 m (70,9 plg), sufrirá para entrar y salir del habitáculo. Los mandos que rodean al volante parecen sacados de un Fiat Punto de 1998 y en la consola central se encuentra una radio Alpine de un solo slot. Es bastante espartano con un recubrimiento de cuero arficial para el salpicadero y asientos deportivos como únicos "lujos", además de que no tiene portaobjetos ni guantera, sino un simple bolsillo del que salen dos cables para el radio CD. Algunos de sus plásticos son muy duros.
La ausencia de dirección asistida es una de las claves al contar con una dirección muy directa, sin filtro alguno, que transmite todo lo que sucede bajo las ruedas con una precisión milimétrica. Sus consumos en autopista son más que razonables, los cuales se mueven entre los 6 y 7 L/100 km (16,7 y 14,3 km/L) (39,2 y 33,6 mpgAm). La capota es 100% manual y se almacena en un pequeño maletero situado tras el motor.

### Launch Edition

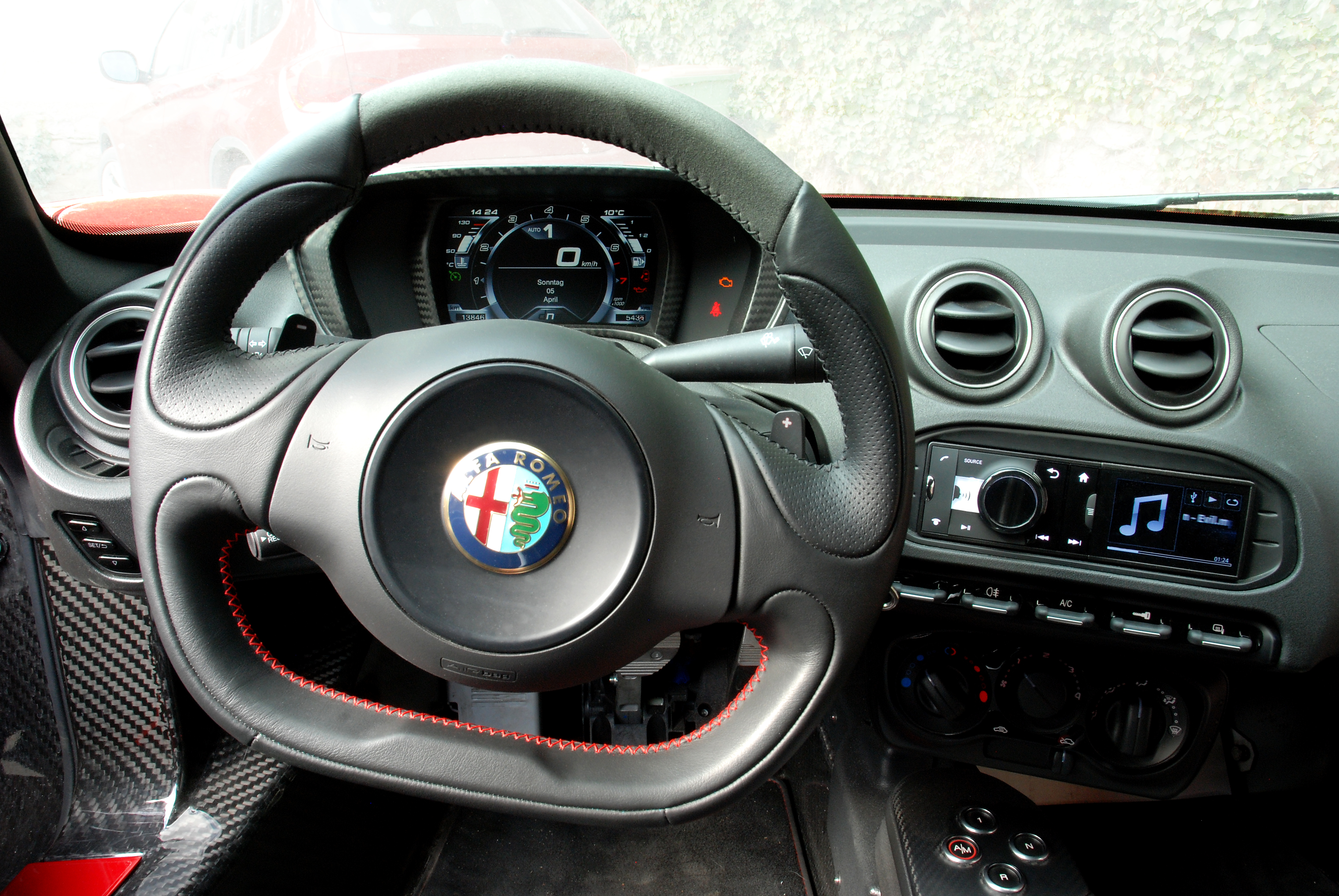
Vista del salpicadero.

La primera edición de este coche lanzada al mercado, se denomina como Launch Edition, que consta de solamente 1000 unidades en el mundo, de las cuales 400 son destinadas al mercado europeo, otras 500 al mercado norteamericano y las 100 restantes para el resto del mundo.
Esta edición, además de considerarse un coche con valor de colección, cuenta con los faros delanteros en fibra de carbono, un alerón trasero en el mismo material, entradas de aire específicas en el paragolpes delantero, un pack denominado "Racing" y otro "Luxury", disponibles para aquellos afortunados que han realizado sus reservas en el año 2012. Monta llantas de 18 pulgadas (45,7 cm) en el tren delantero y 19 pulgadas (48,3 cm) en el trasero de color antracita, con pinzas pintadas en color a elegir. Los asientos son de cuero con ribetes en color de carrocería, disponible únicamente en color Rojo Competizione, igual al color del conocido Alfa Romeo 8C y Blanco Mate perlado, con la particularidad de contar con tres capas de pintura. Los espejos laterales en fibra de carbono, faros de doble xenón con tecnología LED y una elegante placa que determina el modelo como Launch Edition xxx/500.
Como particularidad, esta versión va incluida una maqueta del coche en el color que se ha comprado, con el nombre de su propietario y el número de Edición Especial. Asimismo, un llavero con el logotipo de 4C en fibra de carbono y documentación extra sobre su laboriosa fabricación. Todo son detalles para hacer de este verdadero Alfa Romeo un gran deportivo de colección.

### 4C Competizione

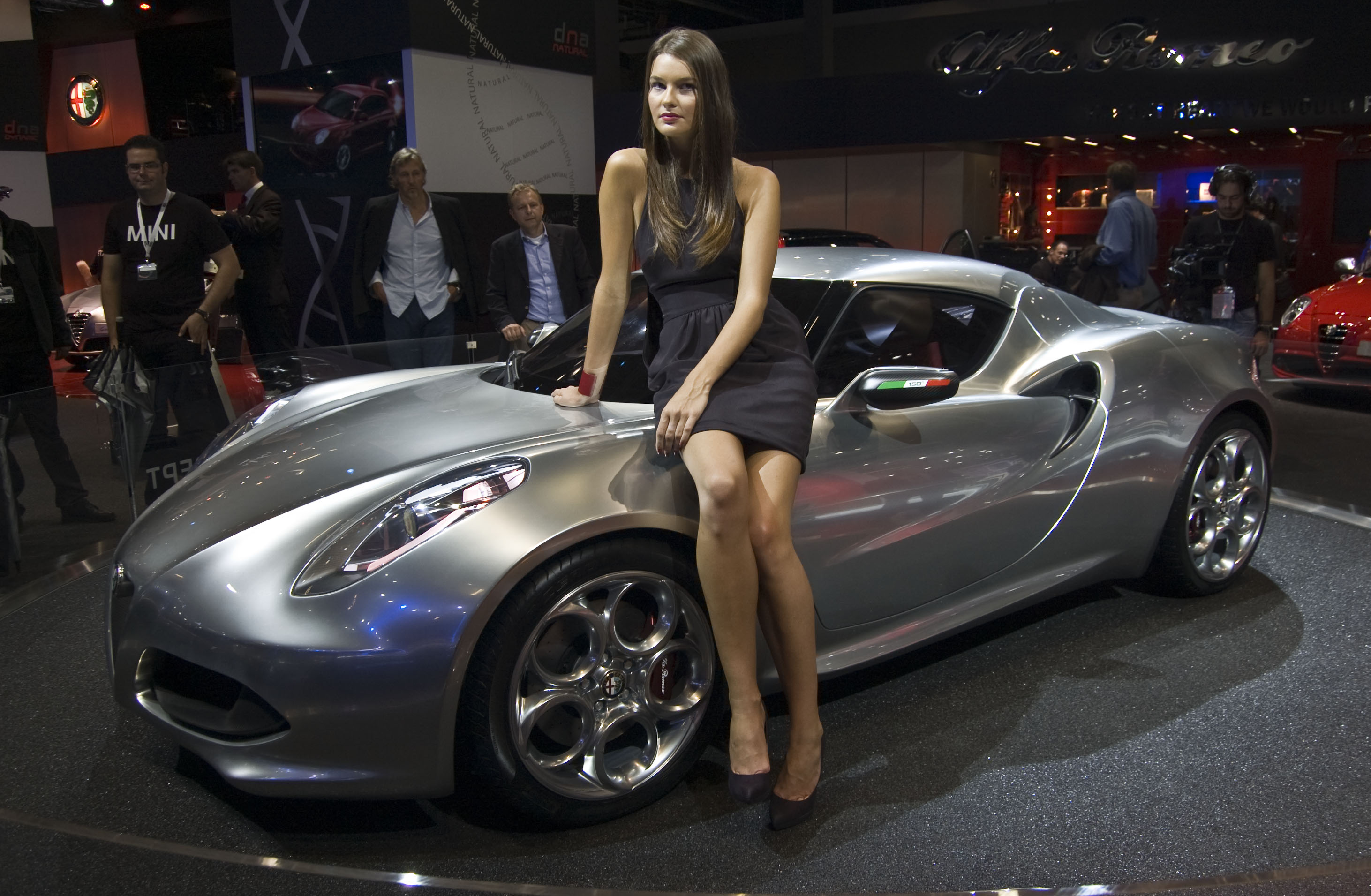
Concepto en el Salón del Automóvil de Fráncfort de 2011.

Fue presentado a inicios de 2018 en el Salón del Automóvil de Ginebra. Se trata de una edición limitada con una producción de 108 unidades. Este modelo cupé es capaz de acelerar de 0 a 100 km/h (0 a 62 mph) en 4,5 segundos y alcanzar una velocidad máxima de 258 km/h (160 mph). Se suman nuevos detalles en fibra de carbono como las carcasas de los espejos retrovisores, techo, alerón trasero y salidas de aire laterales.
Se suman unas nuevas llantas de cinco radios con un acabado oscuro con un tamaño de 18 pulgadas (45,7 cm) en el eje delantero y 19 pulgadas (48,3 cm) en el trasero, que dejan a la vista las pinzas de freno de color rojo. Además, el sistema de escape Akrapovic tiene unas salidas con acabado en carbono. El habitáculo está envuelto por un ambiente de carreras gracias a detalles como los asientos de cuero y microfibra con las costuras en rojo, un volante específico así como una placa con el número de unidad.
Por fuera presenta un diseño dinámico y agresivo, encabezado por el nuevo color Vesuvio Grey de la carrocería, que se combina con los vinilos personalizables, que aparecen en color negro y rojo a lo largo de toda la carrocería.
Se han integrado una serie de detalles acabados en fibra de carbono que le dan una apariencia todavía más deportiva y que se combinan con las nuevas llantas en color Titanium Grey para darle un aspecto temible.
En el interior cuenta con un habitáculo revestido en color negro, que resalta elegantemente gracias a las costuras de color rojo en el volante, alfombras y asientos. Entre los acabados podemos encontrar el revestimiento de piel y alcántara para las vestiduras, así como detalles en fibra de carbono para un ambiente al más puro estilo "racing".

### 4C Spider Italia

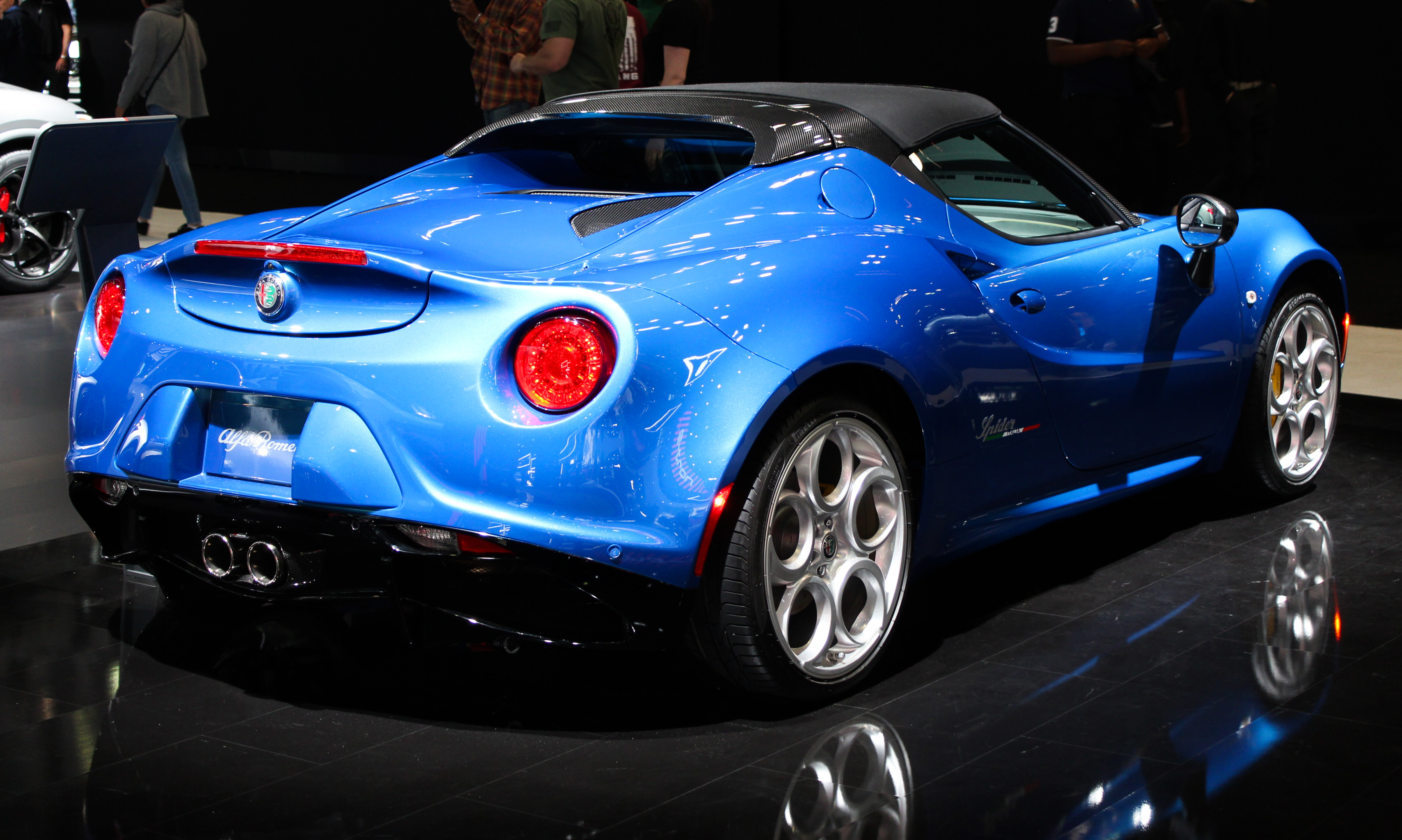
Vista trasera en el Salón del Automóvil de Nueva York de 2019.

La edición limitada que estrena la variante descapotable tiene un enfoque más refinado y elegante. Destaca por su exterior pintado en un tono azul que se combina con unas llantas de aleación de 18 pulgadas (45,7 cm) y 19 pulgadas (48,3 cm) que dejan entrever las pinzas de freno amarillas. También luce una insignia con el nombre Spider Italia junto a los colores de la bandera italiana.
En cuanto al interior, se diferencia del modelo base gracias a que el cuadro de instrumentos, volante y paneles de las puertas tienen varios detalles en amarillo. Entre su equipamiento de serie destaca el sistema de escape Akrapovic o un equipo de sonido Alpine. También se agregó el logotipo de 4C Spider Italia y una placa numerada en la consola central la cual está numerada del 1 al 15, para cada uno de los 15 coches programados para venderse en los Estados Unidos durante 2019.
En el Salón del automóvil de Chicago de 2019, la compañía italiana presentó el 4C Spider Italia, un roadster de edición limitada con algunas características adicionales. Aunque no se aleja demasiado del modelo original, la marca confirma que el 4C Spider permanecería en producción hasta 2020. Está pintado en un color exclusivo y brillante llamado Misano Blue Metallic, que no está disponible en ningún otro modelo 4C y hace que este roadster se destaque.
También cambió la entrada de aire frontal de color negro liso a negro piano y el difusor trasero, pero esto apenas marca la diferencia. Luce nuevos gráficos, en los salpicaderas traseras con las letras “Spider” y la bandera italiana verde, blanca y roja.
La potencia que proviene del motor empuja al roadster de 0 a 100 km/h (0 a 62 mph) en 4,1 segundos y una velocidad máxima de 257 km/h (160 mph). Este impresionante rendimiento también es el resultado del bajo peso del coche de menos de 995 kg (2194 lb), sobre todo gracias a su chasis monocasco de fibra de carbono.

## Producción
Las primeras 60 o 70 unidades de prueba se construyeron a finales de 2012, mientras que el modelo producción se fabricaba desde mayo de 2013 en la planta de Maserati Módena, del cual se esperaban producir más de 2500 unidades por año.
Alfa Romeo cesó en 2019 la producción del 4C, entre otras cosas por las bajas ventas del modelo que no justificaban continuar invirtiendo en él para poder adecuarlo a las nuevas normativas anticontaminación. Casi en paralelo, Yamaha ha estado desarrollando un motor 100% eléctrico para el modelo italiano que permite ser sustituido por su motor de combustión interna, el cual está disponible en niveles de potencia muy dispares, cuyo abanico va desde los 48 CV (47 HP; 35 kW) hasta los 272 CV (268 HP; 200 kW).

## En competición

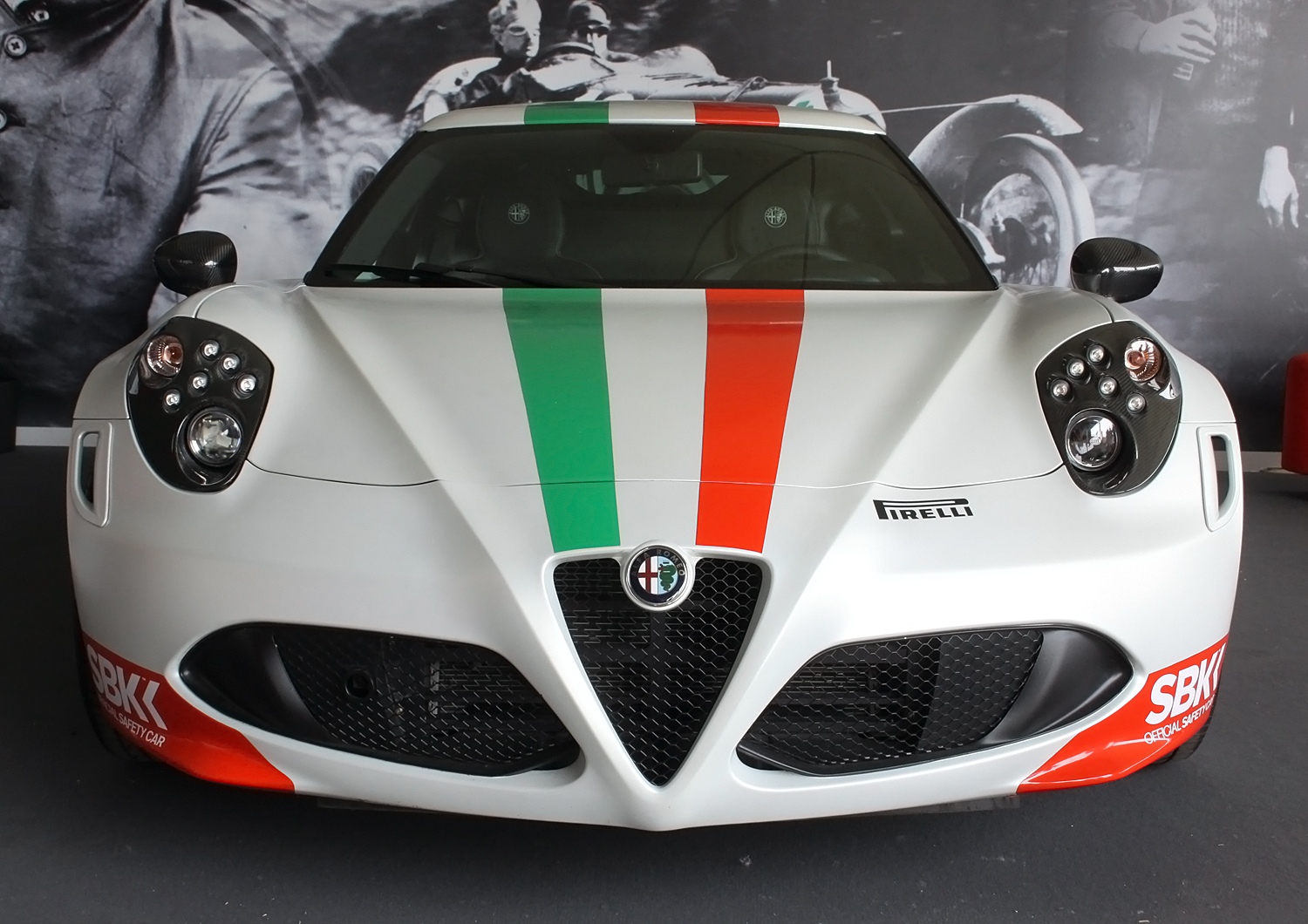
Auto de seguridad oficial del SBK de 2013.

Tras el debut en Reino Unido del 4C en el ascenso a la colina de Goodwood, el fabricante italiano lo convirtió como auto de seguridad del Campeonato Mundial de Superbikes en el Circuito de Silverstone.

"Alfa Romeo es un orgulloso patrocinador del Mundial de Superbikes que ha estado ligado a esta competición desde hace siete años. Mientras preparamos el lanzamiento del Alfa Romeo 4C en Reino Unido, es fantástico poder mostrar este coche al público por segunda vez y en el prestigioso circuito de Silverstone..."
comentaba: Damien Dally, director ejecutivo de Alfa Romeo en Reino Unido.

### 4C Picchio
Ha sido creado para que el piloto Marco Gramenzi participe con todas las garantías posibles en el Campeonato Italiano de Subidas de Montaña.
Poco o nada tiene que ver con el modelo original. El monocasco de fibra de carbono que trae de serie el coche no obstante ha servido de base para crear un auténtico automóvil de carreras. Este amplía en 3 cm (1,2 pulgadas) su batalla y mantiene el motor en la misma posición central-trasera que ya tenía. Cuenta con varias modificaciones electrónicas, sobre todo en el turbo y en el escape que han aumentado la potencia hasta los 600 CV (592 HP; 441 kW) y un par máximo de 580 N·m (428 lb·pie). El motor está acoplado a una transmisión secuencial Hewland TMT-200 que envía toda la potencia al tren trasero.
El kit aerodinámico creado tiene como único objetivo que el coche se mantenga adherido al asfalto, a pesar del extra de potencia del motor. Para ello se han añadido alerones, tanto en la parte delantera, como en la trasera y un difusor de aire de grandes dimensiones. Además, se ha instalado una nueva suspensión de carreras y las ruedas van montadas sobre unas llantas de 13 pulgadas (33,0 cm).